# Terry Brands
Terry Brands (Omaha, Nebraska, Estados Unidos, 9 de abril de 1968) es un deportista estadounidense retirado especialista en lucha libre olímpica donde llegó a ser medallista de bronce olímpico en Sídney 2000.

## Carrera deportiva
En los Juegos Olímpicos de 2000 celebrados en Sídney ganó la medalla de bronce en lucha libre olímpica de pesos de hasta 58 kg, tras el luchador iraní Alireza Dabir (oro) y el ucraniano Yevhen Buslovych (plata).